# Allan Clarke
Pour les articles homonymes, voir Allan Clarke (homonymie) et Clarke.
Pour les articles ayant des titres homophones, voir Alan Clarke et Alan Clark.
Allan John Clarke (né le 31 juillet 1946 à Willenhall) est un footballeur et entraîneur de football anglais.

## Biographie
En tant qu'attaquant, il fut international anglais à 19 reprises (1970-1975) pour 10 buts. 
Son premier match officiel avec l'Angleterre fut joué le 11 juin 1970, contre la Tchécoslovaquie, dans le cadre du 3e match de la Coupe du monde de football 1970, au Mexique. De plus, il inscrit pour son premier match, son premier but à la 50e minute sur penalty, donnant la victoire à l'Angleterre (1-0). L'Angleterre est ensuite éliminée en quarts, et Allan Clarke n'a disputé qu'un seul match sur les 4.
Son dernier match avec la sélection anglaise fut joué le 19 novembre 1975, contre le Portugal, dans le cadre de l'Euro 1976, qui se solda par un score de 1-1.
Il joua que dans des clubs anglais, surtout à Leeds United, et fut entraîneur dans les années 1980. De plus, il a inscrit un but en finale de Coupe des villes de foires 1970-1971, face à la Juventus.

## Carrière
En tant que joueur
- 1963-1966 : Walsall
- 1966-1968 : Fulham
- 1968-1969 : Leicester City
- 1969-1978 : Leeds United
- 1978-1980 : Barnsley (en tant que joueur-entraîneur)

En tant qu'entraîneur
- 1978-1980 : Barnsley (en tant que joueur-entraîneur)
- 1980-1982 : Leeds United
- 1983-1984 : Scunthorpe United
- 1985-1989 : Barnsley
- 1990 : Lincoln City

## Palmarès
Charity Shield
- Vainqueur en 1969
- Finaliste en 1974

FA Cup
- Vainqueur en 1972
- Finaliste en 1969, en 1970 et en 1973

Championnat d'Angleterre de football
- Champion en 1974

Coupe des villes de foires
- Vainqueur en 1971

Ligue des champions de l'UEFA
- Finaliste en 1975